# Sexagesima
Sexagesima (latin ’den sextionde’) eller Reformationsdagen betecknar andra söndagen i förfastan.
Den infaller den söndag som infaller 56 dagar före påskdagen.
Den liturgiska färgen är violett eller blå. På altaret ställer Svenska kyrkan fram blå eller violetta blommor och tänder två ljus. Dagens fullständiga namn är Dominica infra Sexagesam vilket betyder "söndagen inom det sextionde".

## Svenska kyrkan

### Bibeltexter
Söndagens tema enligt 2003 års evangeliebok är Det levande ordet. De bibeltexter som används för att belysa dagens tema är:
| Första årgången                                                       | Andra årgången                                                        | Tredje årgången                                                   | Psaltarpsalm     |
| Jesaja 55:8–11 Första Korinthierbrevet 1:18–25 Lukasevangeliet 8:4–15 | Psaltaren 119:129–135 Romarbrevet 10:13–17 Johannesevangeliet 7:40–52 | Jeremia 23:23–29 Hebreerbrevet 4:12–13 Johannesevangeliet 6:60–69 | Psaltaren 33:4–9 |

### Psalmer
Lista över psalmer som anknyter till Sexagesima.
- Verbums psalmbokstillägg (2003): 722 Ge oss än en stund av nåd.[3]

- Psalmer i 2000-talet: 808 Vad är Gud?, 823 Till glädjen, 854 I smyg, 877 Som solen glöder genom vinterdiset, 912 Psalm för ambivalenta, 961 Smaka och se.[3]

### Fotnoter
1. ↑  ”Sexagesima eller reformationsdagen”. Svenska kyrkan. Arkiverad från originalet den 5 mars 2016. https://web.archive.org/web/20160305083909/https://svenskakyrkan.se/default.aspx?id=643711&helgdag=87. Läst 11 januari 2016.
2. ↑   Den svenska psalmboken med tillägg. Stockholm: Verbum. 2005. sid. 1338–1342. Libris ht7wjxh8f3k4gcqk. ISBN 978-91-526-5515-3
3. 1 2 3  Karlsson, Karin (2019). Psalmernas väg. Kommentarer till text och musik i Den svenska psalmboken med tillägg samt Psalmer i 2000-talet. "4". Visby: Wessmans Musikförlag. sid. 261. Libris q1j17q8mn6hjtltg. ISBN 978-91-877-1069-8